# Chloroclystis testulata
Pasiphilodes testulata là một loài bướm đêm thuộc họ Geometridae. Loài này có ở Tasmania và trên đảo Norfolk.